# تفجير فندق برينكس 1964
قامت جبهة الڤيتكونغ بتفجير فندق برينكس بمدينة سايجون، المعروف أيضًا باسم معقل برينك للفرسان الجدد، ليلة الرابع عشر من ديسمبر عام 1964 إبان الحرب الفيتنامية. حيث قام اثنان من منفذوا العمليات بجبهة الڤيتكونغ بتفجير سيارة مفخخة أسفل الفندق، الذي يسكنه ضباط جيش الولايات المتحدة. أودى الانفجار بحياة اثنين من الأمريكان وضابط بالإضافة لضابط صف، وإصابة ما يقارب ستين آخرين من الجنود والمدنيين من الفيتناميين.
قام قادة جبهة الڤيتكونغ بالتخطيط لهذه المجازفة لهدفين رئيسيين،
الأول: إظهار مقدرة الجبهة على تنفيذ العمليات بجنوب فيتنام، من خلال مهاجمة تجمعات أمريكية بمركز العاصمة الأكثر تحصينًا، وذلك لتحذير الولايات المتحدة من عواقب تنفيذ غارات جوية شمال فيتنام.
الثاني: أن التفجير سيوضح للفيتناميين الجنوبيين أن الأمريكيين عُرضة للهجوم ولا يمكن الاعتماد عليهم للحماية.
أدى التفجير إلى ظهور وجهات نظر مختلفة بحكومة الرئيس الأميركي ليندون بي جونسون. حيث أيد معظم مستشاريه تنفيذ تفجير انتقامي بشمال فيتنام والتقدم بالقوات الاميريكية، بينما فضَّل الرئيس جونسون استمرار السياسة الموجوده بالفعل وهي تدريب الجيش الجمهوري الفيتنامي لحماية جنوب فيتنام من جبهة الڤيتكونغ. في النهاية قرر الرئيس جونسون عدم أخذ أي أفعال انتقامية.

## الخلفية التاريخية والتخطيط
إبان الحرب العالمية الثانية تولت حركة التحرر الشيوعية القومية قتال القوات الاستعمارية الفرنسية في محاولة لنيل استقلال فيتنام، وبعد هزيمة فرنسا بمعركة ديان بيان فو عام 1954 تم تقسيم فيتنام بفصل الشمال عن الجنوب بانتظار انتخابات إعادة التوحيد الوطني عام 1956, لكن الانتخابات تم إلغاؤها مما أدى إلى بقاء فيتنام الشيوعية الشمالية وفيتنام غير الشيوعية الجنوبية كدولتين منفصلتين.
في أواخر خمسينيات القرن العشرين، قامت المجموعات الفدائية الفيتنامية المعروف باسم الڤيتكونغ –بدعم سري من شمال فيتنام- ببدء حركة من التمرد بهدف توحيد البلاد بالقوة تحت الحكم الشيوعي، وفي ذروة الحرب البارده قامت الولايات المتحدة -الداعم الرئيسي لجنوب فيتنام- بارسال مستشارين عسكريين للمساعدة في تدريب وتوجيه جيش جمهورية فيتنام في حربه مع جبهة الڤيتكونغ، وبحلول عام 1964 أصبح بفيتنام 23,000 من العسكريين الأمريكيين، كان للشيوعيين وجهة نظر مختلفة حيث أن الأمريكيين بالنسبة لهم هم محتلون والفيتناميين الجنوبيين دمى في أيدي الأمريكيين، فقامت بمهاجمة الاثنين بضراوة، بدأت الهجمات المدنية على العسكريين الأمريكيين في فبراير 1963 بتفجير مطعم صغير أدى لمصرع واحد وإصابة ثلاثة آخرين. تم تنفيذ ثلاث هجمات أخرى على الأمريكيين في نفس الشهر بالمطاعم والقاعات الترفيهية مما أسفر عن مقتل 6 وإصابة 68 آخرين، حث ذلك على اتخاذ إجراءات تأمينية نظامية بمدينة سايجون لحماية الأمريكيين خارج فترات الخدمة.
تفجير فندق برينكس خطط له ونفذه اثنان من أعضاء جماعة الڤيتكونغ، وقد هربا دون إصابات ولم يقبض عليهما قط، ذكر نيان ثان شوان تورطه في هذه العملية للمؤرخ ستانلي كارنو بعد انتهاء الحرب، حيث أنه في نهاية شهر نوفمبر، تلقى شوان ورفيقه أوامر من أحد وسطاء جماعة الڤيتكونغ بتفجير فندق برينكس الذي كان يسكنه ضباط الجيش الأمريكي من مختلف الرتب العسكرية، كما أنه كان يجذب الموظفين خارج فترات الخدمة نظرًا لما يقدمه من مأكولات ومشروبات عالية الجودة بالإضافة لعروض الافلام، كما كان يضم بعض الضباط من أعضاء فريق التدريب الأسترالي. يحمل الفندق اسم برينكس نسبة إلى القائد اللواء إف جي برينك، الذي خدم كمستشار عسكري لفيلق الحملة الفرنسية إبان الحرب الهندوصينية الأولى. استمر استخدام الضباط الأمريكيين لهذا الفندق لمدة أربعة أعوام تقريبًا.
بناءً على ما قاله المؤرخ مارك مويار، فإن المبنى كان من ستة طوابق و193 غرفة نوم، لكن وفقًا لتقرير جريدة نيويورك تايمز فإن المبنى كان يتكون من ثمان طوابق و60 غرفة نوم ثنائية، وتصميمه على شكل الحرف (L) محاط بجدار بارتفاح 4.5 متراً يبعد عن المبنى الرئيسي مسافة 15 متراً تاركًا مساحة بينية كبيرة كانت تستخدم كموقف للسيارات. بالرغم من أن الطرق المجاورة للمبني كانت تتمتع بإضاءة كثيفة وحراسة فيتنامية بدوام كامل إلا أنه كان معروف عن الحراسة أنها كانت رخوة جدًا حتى أن رجال الصحافة الأمريكيين كان يدخلون المنطقة في أواخر الليل دون أي تفتيش.
قام ثنائي الڤيتكونغ بمراقبة الهدف لمدة شهر، بالاختلاط بين العامة في الشوارع المزدحمة خارج الفندق وبالانخراط بين الضباط بعد الحصول على الزي الرسمي لضباط جيش الجمهورة الفيتنامية من السوق السوداء بمدينة سايجونز، فقام شوان بالتنكر في زي سائق عسكري بينما تنكر رفيقه في شخصية رائد فيتنامي مما مكنهم من تقليد أسلوب الضباط وطريقة حديثهم حتى الطريقة التي يدخنون بها سجائرهم. بعد ذلك تحصل الثنائي على المتفجرات والسيارات اللازمة للعلمية.
قام قادة جبهة الڤيتكونغ بالتخطيط لهذه المجازفة لهدفين رئيسيين، إظهار مقدرة الجبهة على تنفيذ العمليات بجنوب فيتنام، من خلال مهاجمة تجمعات أمريكية بمركز العاصمة الأكثر تحصينًا، وذلك لتحذير الولايات المتحدة من عواقب تنفيذ غارات جوية شمال فيتنام، والثاني أن التفجير سيوضح للفيتناميين الجنوبيين أن الأمريكيين عُرضة للهجوم ولا يمكن الاعتماد عليهم للحماية، وأضاف شوان أن«كل جرائم الأمريكيين تمت إدارتها من هذا المركز الحيوي», تحصلت المخابرات العسكرية لجنوب فيتنام في الشهر السابق للهجوم على وثائق شيوعية تظهر مخططات لمهاجمة بعض الأهداف العسكرية الأمريكية في المناطق الحضرية إبان فترة عيد الميلاد بغرض خفض الروح المعنوية للأمريكيين ومن ثم قلب الرأي ضد التدخل في فيتنام. من الجدير بالذكر تضاعف عدد الضباط الأمريكيين بالفندق ليلة عيد الميلاد نظرًا لاستخدامهم المبنى في تنظيم احتفالاتهم لذلك فإن الهجوم سيسفر عن عدد أكبر من الضحايا عن أي يوم آخر.

## التنفيذ
قام منفذوا العملية بوضع المتفجرات التي تزن ما يقارب 90 كيلوجرام بالصندوق الخلفي لإحدى السيارات، وضبط القنبلة للانفجار عند تمام الساعة 17:45، وقت تجمع الموظفين بالحانة الخاصة بهم بالفندق، ثم قام الثنائي بقيادة سيارتيهما حتى الأراضي الخاصة بالفندق، أدعى «الرائد» أنه جاء لمقابلة ضابط أمريكي كذبًا على موظف الاستقبال، وذلك معتمدًا على معلومات من جهاز الاستخبارات برجوع هذا الضابط إلى الولايات المتحدة وعدم وجوده بالفندق، مبررًا أن هذا الضابط سيأتي  من مدينة دالات، أجابه الموظف مصححًا بأن الضابط قد غادر البلاد، ولكن «الرائد» أصر أن الموظف مخطئ، بعد ذلك قام «الرائد» بترك سيارته بموقف السيارات أسفل الفندق، وطلب من سائقه الخاص أن يذهب لإحضار الضابط الأمريكي بالسيارة الأخرى، وغادر الفندق وطلب من الحارس إخبار الضابط أن ينتظره، مبررًا ذلك بأنه لم يتناول شيء طوال اليوم وأنه ذاهب إلى مطعم قريب.
انفجرت القنبلة بينما كان «الرائد» في أحد المطاعم، متسببةً في مقتل إثنين، الأول هو المقدم جيمس روبرت هايجن، والذي خدم بالجيش لمدة عشرين عامًا وكان يعمل لدي القيادة المساعدة العسكرية بفيتنام، وُجد جثمان هايجن بين الأنقاض بعد ساعتين من الانفجار. الضحية الثانية كان دايفيد م. أجنيو، موظف مدني من قسم البحرية.
تضاربت التقارير عن عدد الجرحى، وفقًا لما كتبه كارنو كان عدد الجرحى 58 (من العسكريين والمدنيين)، بينما كتب مارك مويار أن عدد الجرحى 38 موظفًا أمريكيًا بالإضافة إلى 25 فيتنامي مدني من العاملين بالفندق، وجاء تقرير الصحفي أ.ج لانجوث أن عدد الجرحى 10 من الأمريكيين و 43 فيتنامي، ولكن جاء تقرير «نبويورك تايمز» في اليوم التالي للحادثة بأن عدد الجرحى 98: 61 من العسكريين الأمريكيين واثنان من المدنيين بالإضافة إلى 34 فيتنامي وجندي أسترالي. كان العديد من الضباط الأمريكيين في طريق عودتهم للفندق ووصلوا بعد التفجير بدقائق، لذلك كان عدد الضحايا سيزداد بشدة لو أن التفجير وقع متأخرًا بضع دقائق، الغالبية العظمى من الجرحى كانت اصاباتهم ما بين جروح قطعية وارتجاجات بالمخ ولكن لم تكن حالتهم خطرة، حتى أنهم غادروا المشفى جميعًا ما عدا عشرون واحدًا في خلال خمس ساعات ومن بقى لم يكن يعاني من إصابات خطرة أو مهددة للحياة.
أدى الانفجار لتدمير الدعامات المعندية للمبنى بالإضافة إلى تدمير كامل للطابق الأرضي، كما تعرضت الطوابق الأربعة الأولى لتهتك في الأرضيات وعانت من دمار هائل، كان الدمار فادحًا نظرًا لوجود عدد من السيارات بموقف السيارات بالأسفل محمله بعبوات الغاز، وبالتالي أدى الانفجار لاشتعال تلك العبوات مسببًا كرة من النار استغرقت أربعين دقيقة لإخمادها. تعرضت الكثير من السيارات للدمار بسبب النار، حتى أن إحدى السيارات انفجر محركها وقُذف لمسافة 27 مترًا من مكان الانفجار حتى اصطدم بحائط. كان الدمار كافيًا لجعل المبنى غير مؤهل للسكن، وتم نقل النزلاء إلى مساكن خاصة أو أي من أماكن السكن الضخمة، كما تسبب الحطام المتطاير من الانفجار بتدمير المباني المحيطة بما في ذلك مساكن المجندين على الجانب الآخر من الشارع، بالإضافة إلى فندقي مدينة سايجون الرئيسيين: زي كارفيل وانتركونتيننتال، قوة الانفجار تسببت أيضًا في تدمير نوافز مكتب خدمة المعلومات التابع للولايات المتحدة بالإضافة لواجهات المحلات بمتنزه التسوق الرئيسي روكاتينات.
تسبب الانفجار في تدمير باستديوهات الراديو الخاصة بالقوات المسلحة المتواجد بالطابق الأرضي للفندق، ولكن المحطة عادت للبث في غضون ساعتين باستخدام أجهزة البث المخصصة للطوارئ. كما اضطر الانفجار الولايات المتحدة لنقل المزيد من أجهزة الكشف عن المتفجرات حيث أن معظم الأجهزة بفيتنام كانت مخزنة داخل الفندق وتحطمت في الانفجار.
في وقت الحادث كان بعض نجوم الترفية الأمريكيين متواجدين بمدينة سايجون بما في ذلك بوب هوب لتقديم عروض للموظفين الأمريكيين، لكنه غير ثابت ما إن كان هوب مستهدفًا، كتب مويار أنه كان مستهدفًا، ولكنه تأخر بالمطار بسبب بعض المشاكل الخاصة بحقائب السفر، وكتب لورانس ج.كويرك أن الفنان وفرقته كانوا مقيمين بفندق آخر على الجهة الأخرى من الشارع ولم يكونوا بدائرة مدى الانفجار.